# 인민위원부
인민위원부(러시아어: народный комиссариат 나로드니이 코미사리아트[*]), 약칭 나르코마트(러시아어: наркомат, 인위부)는 소련의 중앙행정기관으로 작동한 시스템이다. 다른 국가의 장관급 부서(Ministry)에 대응한다. 각 인민위원부의 수장을 인민위원(러시아어: народный комиссар 나로드니이 코미사르[*], 약칭 나르콤)이라고 했으며, 인민위원들이 모인 인민위원평의회가 일종의 국무회의였다.
최상급 국가기구인 소비에트 연방에만 인민위원부가 있는 것이 아니고, 연방을 구성하는 소비에트 공화국들마다 각자 인민위원평의회와 인민위원부들이 있었다.
1946년에 인민위원을 폐지하고 장관들로 대체했다.